# Vestby
Vestby este o comună din provincia Akershus, Norvegia.